# Parafia Narodzenia Najświętszej Maryi Panny w Wygnanowicach
Parafia Narodzenia Najświętszej Maryi Panny w Wygnanowicach – parafia rzymskokatolicka, znajdująca się w archidiecezji lubelskiej, w dekanacie Piaski. 

## Historia parafii
Utworzenie parafii Narodzenia Najświętszej Maryi Panny w Wygnanowicach nastąpiło na skutek usilnych próśb części mieszkańców parafii Piaski i Częstoborowice. Wtedy to ks. dr Piotr Stopniak, ówczesny Wikariusz Sede Vacante, pismem z dnia 9 marca 1946 roku, podstawie specjalnych pełnomocnictw otrzymanych z kancelarii Prymasa Polski rezydującego wówczas w Poznaniu, utworzył nową parafię we wsi Wygnanowice, wyznaczając ks. Antoniego Chodorowskiego jako nowego proboszcza.  
Na założenie nowej parafii w Wygnanowicach, już w dniu 26 listopada 1945 roku Urząd Ziemski w Krasnymstawie przekazał komitetowi budowy kościoła ośrodek podworski  w Wygnanowicach, wraz z budynkami tam istniejącymi, o powierzchni około 5,80 ha. 
Już po 8 dniach od utworzenia parafii, dnia 17 marca 1946 roku, dziekan dekanatu piaseckiego, ks. Stanisław  Batorski z Fajsławic, po odebraniu prawem przypisanej przysięgi, wprowadził nowego proboszcza, ks. Antoniego Chodorowskiego, do objęcia obowiązków w nowo utworzonej parafii. Od tego czasu ks. Chodorowski otrzymał prawa i obowiązki do organizowania nowej parafii. To właśnie z okazji rozpoczęcia organizowania nowej parafii w dniach 27-29 marca 1946 roku odbyły się pierwsze rekolekcje, które przeprowadzili ojcowie ze Zgromadzenia Misjonarzy z Wilna, którzy czasowo przebywali w Lublinie. 
W dniu 17 października 1946 roku, obecny już nowy ordynariusz lubelski bp Stefan Wyszyński, przychylając się do wielu próśb mieszkańców Wygnanowic, dekretem utworzył ostatecznie parafię w Wygnanowicach i określił jej granice. Dokument ten dla parafii był bardzo ważny, ponieważ dotyczył nie tylko kanonicznego utworzenia parafii  i wyznaczenia granic, ale również zawierał kanoniczne utworzenie beneficjum nowej parafii. Urzędowe pismo zostało podpisane przez biskupa lubelskiego Stefana Wyszyńskiego i kanclerza Kurii Lubelskiej, ks. Wojciecha Olecha. 
Kolejnym ważnym etapem powstawania parafii, było poświęcenie nowego kościoła p.w. Narodzenia Najświętszej Maryi Panny. Uroczystość ta odbyła się 24 października 1948 r. Ceremonii tej dokonał dziekan piasecki ks. Stanisław Batorski, proboszcz parafii w Fajsławicach. Po niewiele ponad ośmiu latach od utworzenia parafii nastąpiła konsekracja kościoła w Wygnanowicach. Dokonał jej bp Piotr Kałwa, ówczesny ordynariusz lubelski. 
Obecnie do parafii Wygnanowice należą następujące miejscowości: Wygnanowice, Wygnanowice-Kolonia, Gardzienice Pierwsze, Żegotów, Klimusin, Stefanówka, Stryjno I, Stryjno II, Kolonia Stryjno, Bujanica, Choiny i Majdan Policki. 

## Proboszczowie parafii
Źródło:.  
- 1946−1960 - ks. Antoni Chodorowski
- 1960−1971 - ks. Zdzisław Witkiewicz
- 1971−2000 - ks. Leonard Zaręba
- 2000−2016 - ks. Zbigniew Borowski
- 2016−obecnie - ks. Jacek Zaręba